# Michael Diekmann

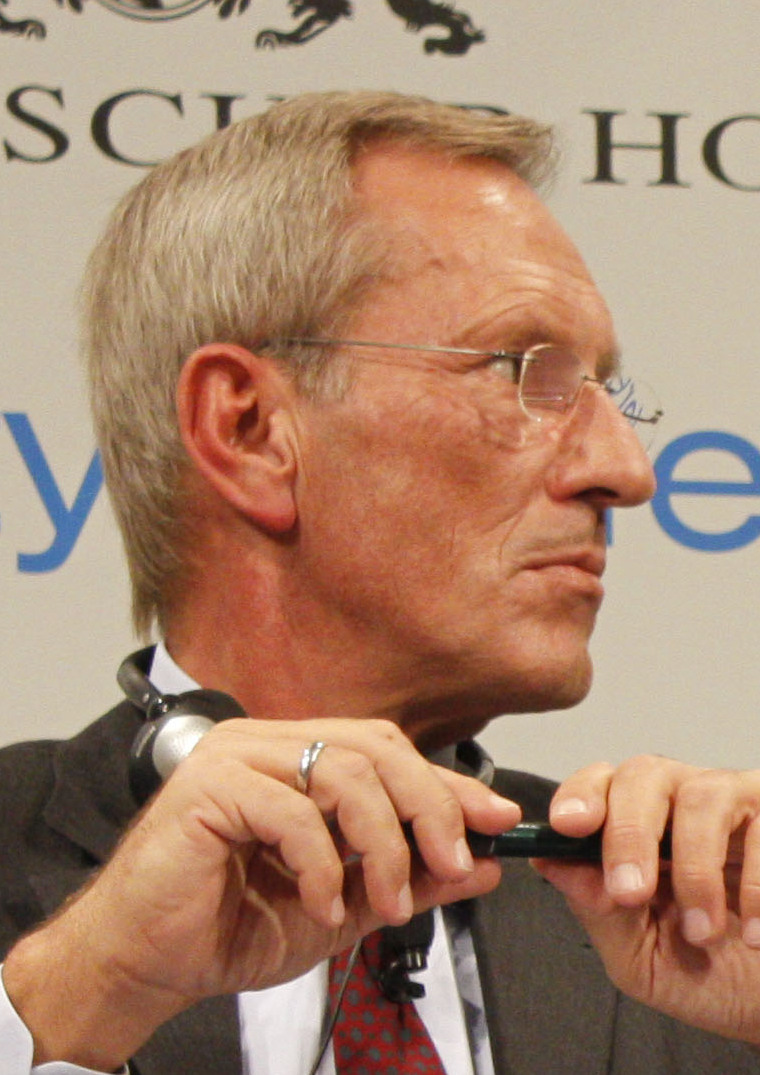
Michael Diekmann, 2012.

Michael Diekmann (Bielefeld, 23 de diciembre de 1954) fue desde el 29 de abril de 2003 y hasta octubre de 2014, el director general de Allianz SE.

## Biografía
Michael Diekmann estudió de 1973 a 1982 Filosofía y Leyes en la Universidad de Gotinga. Posteriormente, entre 1983 y 1988 publicó una guía de piragüismo. En 1988, comenzó su carrera en Allianz como asistente del gerente de sucursal en Hamburgo. Tres años más tarde se convirtió en Director de la División de Ventas en Hamburgo; tras un periodo de dos años encabezó la Dirección de la Filial Hanóver, y luego se trasladó a Múnich en calidad de jefe de gestión de negocios. A raíz de esta actividad, se convirtió en jefe de gestión de ventas en Colonia, y fue miembro de la directiva de la sucursal de Renania del Norte-Westfalia. En 1996 fue enviado a Singapur para cubrir la región de Asia. En 1998 fue nombrado Presidente de la Junta de Allianz. En 2003 fue nombrado sucesor de Henning Schulte-Noelle, Presidente de la Allianz.
Votado en la revista de 2005 Wirtschaftswoche Michael Diekmann como "Manager del año".
En junio de 2006, Diekmann estuvo en el ojo de la crítica pública cuando paralelamente al anuncio de beneficios (más de 4 millones de euros al año) anunció la eliminación de 7.500 empleados del Grupo Allianz.
La remuneración del Sr. Diekmann, en 2005, según el informe sobre las remuneraciones de la Allianz, se componía de aproximadamente 2,4 millones de euros, más una compensación en acciones por un monto de aproximadamente 45.000 acciones fantasma.